# Hajime Moriyasu
Hajime Moriyasu (Kategawa, Prefectura de Shizuoka, Japó, 23 d'agost de 1968) és un exfutbolista i enternador de futbol japonès.

## Selecció japonesa
Hajime Moriyasu va disputar 35 partits amb la selecció japonesa.